# 双清 (政治人物)
双清（1890年—1970年），字止澄，男，江西临川（一作贵州贵阳）人，中国政治人物，曾任贵州省政协副主席，第三、四届全国政协委员。